# Niskanpää
Niskanpää är en by i Övertorneå kommun i Norrbottens län. Byn angränsar till Vanhaniemi i söder, Vyöni i väst, Finland i öst och i norr till Juoksengi och bäcken Juovoja som rinner från sjön Juojärvi. Niskanpää ligger vid forsen Kattilakoski i Torne älv. Rastplatsen vid riksväg 99 i Niskanpää är av Motormännens Riksförbund utsedd till Norrbottens läns bästa rastplats år 2010, 2011, 2013 och 2014..

## Restaurang och rastplats
Intill Kattilaforsen i Niskanpää finns en restaurang och en rastplats. Restaurangbyggnaden är ritad av Mats Winsa. Anläggningen innefattar även en bastu med saavi (badtunna) och en mindre konferensanläggning.
Rastplatsen har år 2010, 2011, 2013 och 2014 utsetts till den bästa rastplatsen i Norrbottens län av Motormännens Riksförbund. På rastplatsen och i restaurangbyggnaden finns flera hänsyftningar till historia och naturvetenskap. Bland annat är timmerstockarna som utgör lyktstolpar vid rastplatsen placerade så att de visar polcirkelns årsvisa förflyttning med utgångspunkt från restaurangbyggnaden där polcirkeln passerade vid sommarsolståndet 1787.
Innan den nuvarande restaurangen och rastplatsen byggdes fanns en kiosk med souvenirbutik här.

## Fiske
Den största lax som fångats i Torne älv vägde enligt uppgift 43 kg och fångades vid så kallat patafiske vid Niskanpää 1940.

## Renskötsel
Det har alltid funnits invånare i byn som innehaft renmärke inom Korju sameby, men renskötsel har tidigare inte bedrivits i någon större omfattning. På senare tid har dock byns renskötsel ökat från något enstaka märkesinnehav till att 25 procent av hushållen nu bedriver renskötsel vintertid.